# 나가시마 기요유키
나가시마 기요유키(일본어: 長嶋 清幸, 1961년 11월 12일 ~ )는 일본의 전 프로 야구 선수이자 야구 지도자이다.

## 인물

### 선수 시절
시즈오카현에서 태어나 고등학교를 졸업한 후 1980년에 센트럴 리그 팀인 히로시마 도요 카프에 입단하여 1982년 시즌부터 1군으로 승격되었다. 1983년에는 등번호인 66번을 일본 프로 야구 정규 경기의 출장 선수로서는 처음으로 등번호 ‘0’번으로 배정받으면서 이 해에는 골든 글러브상을 수상했다. 몸집이 작은 체형인데다가 ‘콩’(マメ)이라는 애칭이 붙여질 정도로 고바 다케시 감독으로부터 찬스에 강한 배팅과 안정된 수비를 했다는 평가를 받아 팀내 간판 타자인 야마모토 고지의 수비 포지션인 중견수의 자리를 물려받아 주전 멤버로서 뛰었다. 1984년에 팀은 일본 시리즈에서 우승을 제패하면서 자신도 일본 시리즈 기간 중 3경기에서 홈런을 기록한 공로로 일본 시리즈 MVP를 수상했다.
1980년대 팀의 황금 시대의 일원으로서 활약하고 있었지만, 감독으로 부임한 야마모토 고지의 팀 개혁에 의해 1991년에 주니치 드래건스로 전격 트레이드 되었고, 1993년에는 지바 롯데 마린스, 1994년에는 한신 타이거스로 이적했다. 한신 시절 주로 대타로 출전하면서 비장의 카드로서 활약, 1997년 시즌 종료 후 18년 간의 선수 생활을 은퇴했다.

### 그 후
은퇴 후 1998년부터 2003년까지 한신 타이거스의 타격코치로 부임하면서 2군 타격코치와 1군 타격코치, 1군 수비·주루코치(1루 베이스 코치)를 역임했고, 2004년부터 2006년까지 오치아이 히로미쓰 감독의 지휘 하에 주니치 드래건스의 1군 타격·외야 수비 주루 코치를 3년 간 맡았다. 2009년에는 한국프로야구 팀인 삼성 라이온즈의 타격코치로 부임해 삼성의 타격코치로 있을 당시 강봉규와 신명철이 그의 손을 거치면서 타격감이 크게 향상되었다는 평가를 받기도 하였다.
2009년 시즌 종료 후 히로시마 시절의 팀 동료였던 지바 롯데 마린스의 2군 감독 다카하시 요시히코의 요청으로 지바 롯데의 2군 타격코치로 부임했으며, 2014년에 주니치로 돌아왔다.

## 상세 정보

### 출신 학교
- 시즈오카 현 자동차 공업고등학교(현재의 시즈오카키타 고등학교)

### 선수 경력
- 히로시마 도요 카프(1980년 ~ 1990년)
- 주니치 드래건스(1991년 ~ 1992년)
- 지바 롯데 마린스(1993년)
- 한신 타이거스(1994년 ~ 1997년)

### 지도자 경력
- 한신 타이거스 타격 코치(1998년 ~ 2000년)
- 한신 타이거스 2군 타격 코치(2001년 ~ 2002년)
- 한신 타이거스 1군 수비 주루 코치(2003년)
- 주니치 드래곤스 1군 타격·외야 수비 주루 코치(2004년 ~ 2006년)
- 삼성 라이온즈 타격 코치(2009년)
- 지바 롯데 마린스 2군 타격 코치(2010년 ~ 2011년, 2013년)
- 지바 롯데 마린스 1군 타격 코치(2012년)
- 주니치 드래곤스 1군 외야 수비 주루 타격 코치(2014년)
- 주니치 드래곤스 1군 수석 타격 외야 수비 주루 코치(2015년 ~ 2018년)

### 수상·타이틀 경력
- 골든 글러브상 : 4회(1983년, 1984년, 1986년, 1987년)
- 일본 시리즈 MVP : 1회(1984년)

### 개인 기록

#### 첫 기록
- 첫 출장 : 1980년 5월 17일, 대 주니치 드래곤스 6차전(나고야 구장), 9회초에 미치하라 히로유키의 대타로서 출장
- 첫 안타 : 1980년 5월 29일, 대 야쿠르트 스왈로스 12차전, 7회말에 야스다 다케시로부터
- 첫 홈런·첫 타점 : 1980년 7월 17일, 대 야쿠르트 스왈로스 20차전(시즈오카 구사나기 구장), 6회초에 이케가야 고지로의 대타로서 출장, 오바나 다카오로부터 솔로 홈런
- 첫 선발 출장 : 1981년 8월 16일, 대 주니치 드래곤스 22차전(나고야 구장), 1회말의 수비에서 정찰 멤버인 야마네 가즈오를 대신해서 6번·좌익수로 출장

#### 기록 달성 경력
- 통산 1000경기 출장 : 1989년 9월 30일, 대 한신 타이거스 23차전(한신 고시엔 구장), 7번·중견수로서 선발 출장 ※역대 290번째
- 통산 1000안타 : 1992년 6월 10일, 대 한신 타이거스 9차전(한신 고시엔 구장), 2회초에 미코시바 스스무로부터
- 통산 100홈런 : 1992년 7월 31일, 대 야쿠르트 스왈로스 15차전(나고야 구장), 9회말에 오카바야시 요이치로부터 솔로 홈런 ※역대 172번째

### 등번호
- 66(1980년 ~ 1982년)
- 0(1983년 ~ 1990년, 1992년, 1994년 ~ 1997년)
- 4(1991년)
- 31(1993년)
- 73(1998년 ~ 2000년, 2009년)
- 85(2001년 ~ 2003년)
- 72(2004년 ~ 2006년)
- 86(2010년 ~ 2013년)
- 78(2014년 ~ 2018년)

### 연도별 타격 성적
| 연 도       | 소 속       | 경 기 | 타 석 | 타 수 | 득 점 | 안 타 | 2 루 타 | 3 루 타 | 홈 런 | 루 타 | 타 점 | 도 루 | 도 루 자 | 희 생 번 | 희 생 플 | 볼 넷 | 고 4 | 사 구 | 삼 진 | 병 살 타 | 타 율 | 출 루 율 | 장 타 율 | O P S |
| ----------- | ----------- | ----- | ----- | ----- | ----- | ----- | ------- | ------- | ----- | ----- | ----- | ----- | -------- | -------- | -------- | ----- | ---- | ----- | ----- | -------- | ----- | -------- | -------- | ----- |
| 1980년      | 히로시마    | 10    | 11    | 11    | 1     | 4     | 1       | 0       | 1     | 8     | 1     | 0     | 0        | 0        | 0        | 0     | 0    | 0     | 2     | 1        | .364  | .364     | .727     | 1.091 |
| 1981년      | 히로시마    | 36    | 35    | 32    | 1     | 9     | 0       | 0       | 0     | 9     | 3     | 0     | 0        | 0        | 1        | 2     | 0    | 0     | 6     | 1        | .281  | .314     | .281     | .596  |
| 1982년      | 히로시마    | 79    | 178   | 167   | 17    | 44    | 8       | 1       | 2     | 60    | 15    | 1     | 0        | 1        | 1        | 7     | 0    | 2     | 24    | 9        | .263  | .299     | .359     | .659  |
| 1983년      | 히로시마    | 130   | 514   | 464   | 46    | 137   | 24      | 3       | 13    | 206   | 57    | 12    | 4        | 16       | 5        | 22    | 4    | 6     | 58    | 1        | .295  | .332     | .444     | .776  |
| 1984년      | 히로시마    | 125   | 388   | 341   | 48    | 94    | 26      | 2       | 13    | 163   | 43    | 11    | 10       | 13       | 0        | 33    | 3    | 1     | 76    | 3        | .276  | .341     | .478     | .819  |
| 1985년      | 히로시마    | 130   | 529   | 453   | 66    | 132   | 19      | 4       | 15    | 204   | 55    | 14    | 7        | 13       | 4        | 58    | 3    | 1     | 69    | 3        | .291  | .370     | .450     | .820  |
| 1986년      | 히로시마    | 130   | 527   | 482   | 62    | 129   | 29      | 3       | 12    | 200   | 54    | 24    | 7        | 8        | 2        | 35    | 2    | 0     | 92    | 6        | .268  | .316     | .415     | .731  |
| 1987년      | 히로시마    | 128   | 507   | 462   | 54    | 133   | 20      | 5       | 15    | 208   | 53    | 5     | 6        | 12       | 0        | 30    | 0    | 1     | 80    | 5        | .288  | .333     | .450     | .783  |
| 1988년      | 히로시마    | 117   | 437   | 378   | 46    | 87    | 19      | 0       | 9     | 133   | 29    | 5     | 7        | 14       | 1        | 42    | 1    | 1     | 71    | 6        | .230  | .308     | .352     | .660  |
| 1989년      | 히로시마    | 125   | 377   | 332   | 35    | 86    | 18      | 1       | 6     | 121   | 43    | 12    | 5        | 5        | 3        | 35    | 5    | 2     | 85    | 5        | .259  | .331     | .364     | .695  |
| 1990년      | 히로시마    | 115   | 322   | 285   | 37    | 79    | 18      | 1       | 7     | 120   | 39    | 5     | 4        | 7        | 1        | 29    | 0    | 0     | 62    | 2        | .277  | .343     | .421     | .764  |
| 1991년      | 주니치      | 52    | 180   | 154   | 16    | 44    | 9       | 2       | 4     | 69    | 12    | 3     | 2        | 5        | 1        | 17    | 2    | 0     | 32    | 1        | .286  | .355     | .448     | .803  |
| 1992년      | 주니치      | 78    | 194   | 175   | 19    | 42    | 5       | 1       | 5     | 64    | 14    | 1     | 0        | 1        | 1        | 17    | 0    | 0     | 32    | 5        | .240  | .306     | .366     | .671  |
| 1993년      | 지바 롯데   | 40    | 80    | 68    | 7     | 11    | 2       | 0       | 1     | 16    | 5     | 0     | 0        | 5        | 0        | 7     | 1    | 0     | 18    | 0        | .162  | .240     | .235     | .475  |
| 1994년      | 한신        | 70    | 132   | 113   | 13    | 35    | 5       | 1       | 4     | 54    | 16    | 0     | 2        | 2        | 1        | 15    | 0    | 1     | 25    | 5        | .310  | .392     | .478     | .870  |
| 1995년      | 한신        | 67    | 88    | 74    | 8     | 18    | 1       | 0       | 0     | 19    | 4     | 1     | 0        | 0        | 1        | 13    | 0    | 0     | 18    | 2        | .243  | .352     | .257     | .609  |
| 1996년      | 한신        | 39    | 38    | 34    | 1     | 7     | 3       | 0       | 1     | 13    | 5     | 0     | 0        | 0        | 0        | 4     | 1    | 0     | 10    | 0        | .206  | .289     | .382     | .672  |
| 1997년      | 한신        | 6     | 6     | 6     | 0     | 0     | 0       | 0       | 0     | 0     | 0     | 0     | 0        | 0        | 0        | 0     | 0    | 0     | 2     | 0        | .000  | .000     | .000     | .000  |
| 통산 : 18년 | 통산 : 18년 | 1477  | 4543  | 4031  | 477   | 1091  | 207     | 24      | 108   | 1667  | 448   | 94    | 54       | 102      | 22       | 366   | 22   | 15    | 762   | 55       | .271  | .332     | .414     | .746  |

- 굵은 글씨는 시즌 최고 성적.